# Гибіца
Гибіца (словац. Hybica) — річка в Словаччині; права притока Вагу, протікає в округах Попрад і Ліптовський Мікулаш.
Довжина — 18.7 км.
Витікає в масиві Підтатранська улоговина в місцевості Три Копці на висоті 1065 метрів. 
Протікає селом Гибе і біля села Кральова Легота. Впадає у Ваг на висоті 665 метрів. 